# Sklop (CLI)
Sklop je datoteka, ki vsebuje povezano kodo v vmesnem jeziku (CIL) v ogrodju .NET in povezanih ogrodjih. Sklopi so lahko dinamične knjižnice s končnico .dll ali izvedbene datoteke s knočnico .exe.